# Jaguamimbaba

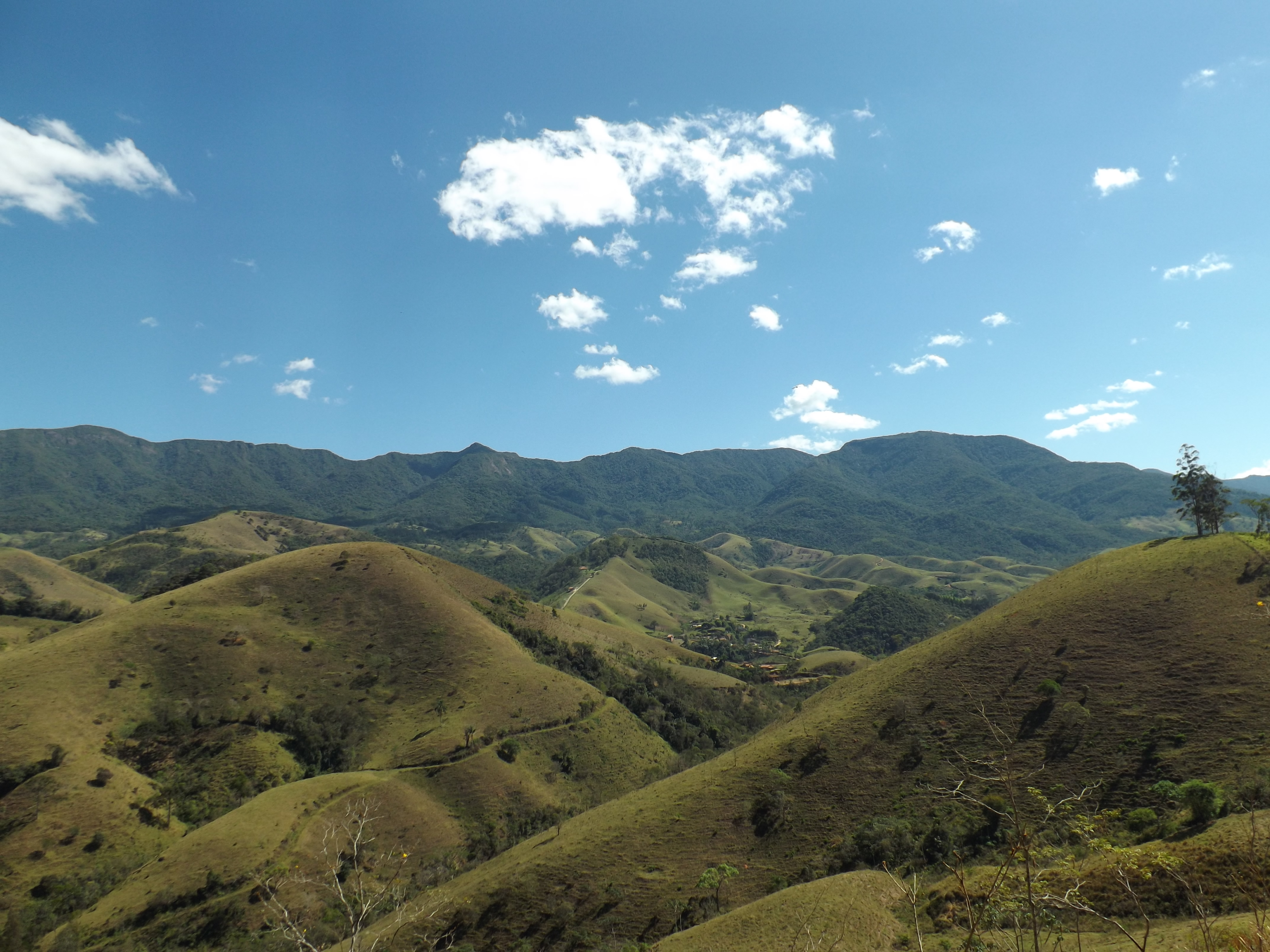
Serra da Mantiqueira na região de São José dos Campos.

Jaguamimbaba é como era conhecida, entre os povos indígenas do Brasil, a porção paulista da Serra da Mantiqueira. O lado mineiro era conhecido como "amanti-kir", que quer dizer, "serra que chora", "nuvem que rola" ou "gotas de chuva", nome que deu origem à atual denominação da serra.

## Etimologia
Existem pelo menos duas etimologias possíveis para "Jaguamimbaba", ambas derivadas da língua tupi:
- deriva do termo tupi para "onça-parda";
- deriva do termo tupi antigo îagûamimbaba, "esconderijo das onças" (îagûara, "onça" + mimbaba, "esconderijo").[2]

## História
Desde 1597, foi encontrado e explorado o ouro de aluvião, nos riachos da serra, um século antes das grandes descobertas em Cataguases, Cuiabá e Goiás pelos bandeirantes.